# Miyó Vestrini
Marie-José Fauvelle Ripert, més coneguda com a Miyó Vestrini (Nimes, 27 d'abril de 1938 - Caracas, 29 de novembre de 1991), va ser una poeta, periodista i guionista veneçolana.

## Biografia
Miyó Vestrini va emigrar a Veneçuela sent una nena, junt amb la seva mare, la seva germana gran i el segon marit de la seva mare, un escultor italià de cognom Vestrini. La seva segona infància va transcórrer en els Andes veneçolans. Des de molt jove es va dedicar al periodisme cultural, va formar part dels grups El Techo de la Ballena, Sardio, La República del Este en Caracas, i Apocalipsis en Maracaibo.
Va ser agregada de premsa a l'ambaixada de Veneçuela a Itàlia, i cap de premsa de la Cancelleria de Veneçuela. Va conduir un programa de ràdio amb temàtica literària anomenat Al pie de la letra. A Veneçuela va dirigir la secció d'art del diari El Nacional i de la revista Criticarte. Com a columnista, va formar part del Diario de Caracas, La República i El Universal. Es va exercir també com a guionista de televisió. En la seva obra es manifesta una constant lluita entre les seves arrels franceses i l'entorn llatinoamericà.
Es destacava com a entrevistadora, i per això va realitzar una memorable entrevista a Salvador Garmendia, qui a més era el seu amic personal.

## La poesia de Miyó Vestrini
La seva poesia és intensa i explosiva. Els seus treballs en prosa es destaquen per ser densos i desenvolupar-se en diversos plans de conflicte. La seva poesia i la seva prosa mostren un mateix caràcter agrest, i una forma audaç d'expressar-se. Utilitza el llenguatge irònic, directe, que expressa de vegades un alt contingut de cinisme. Sobre ella, Enrique Hernández D'Jesús va expressar: «Miyo va ser una dona suïcida i això té a veure amb la seva poesia, perquè és una poesia molt esquinçada, plena d'aquest món de protesta, reclam [...]».

## Temes
Va abordar diverses temàtiques en les seves obres. Representa la veu urbana d'una dona immersa en la modernitat, en les seves possibilitats i limitacions. La seva poesia construeix un vincle entre la memòria i la veritat de la quotidianitat. En els seus versos, la tensió és perceptible, i la mort es presenta com una possibilitat real i salvadora, i fins i tot anhelada.

## La seva mort
Turmentada per les seves pròpies inquietuds i ansietats, va decidir suïcidar-se el 29 de novembre de 1991. Va ingerir una alta quantitat de Rivotril (ansiolític i anticonvulsiu), el que va desencadenar una sobredosi que la va matar.
A la biografia de Miyo Vestrini es va descriure la seva mort de la següent manera: «El cos vestit i calçat reposava a la banyera, l'aigua la desbordava, surant van trobar una estampa de Sant Judes Tadeu, al tocadiscs un LP de Rocío Dúrcal. Fora, a sobre de la taula, hi havia dues notes, una per al seu fill Ernesto, i una altra que deia: Senyor, ara ja no molestaré més. Els deixaré que siguin feliços».

## Obra

### Poesia
- Las historias de Giovanna (1971).
- El invierno próximo (1975).[9]
- Pocas virtudes (1986).
- Todos los poemas (Pòstum. Primera edició, 1994. Segona edició, 2013).
- Es una buena máquina (Pòstum, 2014).[10]

### Narrativa
- Órdenes al corazón (Pòstum, 2001).[11]

### Biografies
- Más que la hija de un presidente: Sonia Pérez (1979).[12]
- Isaac Chocrón frente al espejo (1980).[13]
- Salvador Garmendia, pasillo de por medio (Pòstum, 1994).[14]

### Entrevistes literàries
- Al filo (2015).[1]

## Sobre la seva obra obra
- Miyó Vestrini, el encierro del espejo (2002).[15]
- Miyó Vestrini (2008).[16]
- Estados del cuerpo y de la lengua: Los malestares de Miyó Vestrini (2008).[17]
- El Salmón, Apocalipsis (2010).[18]
- Antología de la conmoción, Apuntes sobre Al filo (2016).[19]
- Habitación propia, Al filo el periodismo poético de Miyó Vestrini (2017).[20]